# کنستانتین برانکوزی

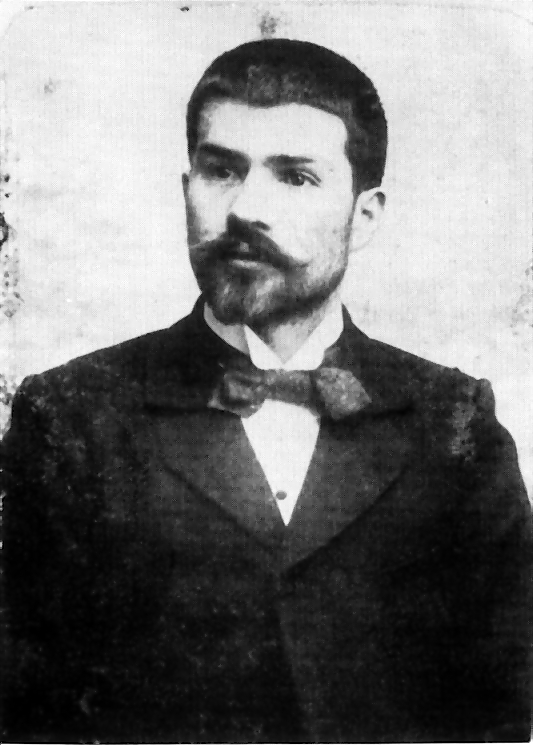
برانکوزی در ۱۹۰۵

کنستانتین برانکوزی (به رومانیایی: Constantin Brâncuși)‏ (۱۹ فوریه ۱۸۷۶–۱۶ مارس ۱۹۵۷) مجسمه‌ساز، نقاش و عکاس اهل رومانی بود که در فرانسه به فعالیت هنری پرداخت. او به دلیل دستیابی به فرم ناب و ایجاز بیان، یکی از چهره‌های درخشان در پیکرسازی مدرن است.
وی شناخت خوبی از ویژگی مواد و مصالح داشت. او در اثر ستون‌های بی‌پایان سیستم مدولار را در مکتب کوبیسم استمرار داد. در حقیقت آثارش در مکتب خاصی نمی‌گنجد. تنها آثاری مانند پرنده در فضا و فرزند متلف به شیوه حجم‌گری اجرا کرده است. او پیشنهاد رودن را برای دستیاری قبول نکرد. خودش در این باره می‌گوید:
او در آثارش به ساده‌نگاری و استفاده از هنر غیر اروپایی معروف است و در فرانسه سهم زیادی در گرایش به پیکره‌سازی بعد از خودش داشت و پیکره انسان در آثارش همواره حضور دارد.

## زندگی

### کودکی
کودکی برانکوشی در روستایی در کوه‌های کارپات رومانی گذشت. منطقه‌ای که صنایع دستی سنتی و محلی آن به ویژه حکاکی روی چوب، معروف است.
الگوهای ساده هندسی این کارها در آثار او دیده می‌شود. نیکولای و ماریا برانکوشی پدر و مادرش رعیت‌های فقیری بودند که در ازای دستمزد کم، سخت کار می‌کردند.
کنستانتین از ۷ سالگی چوپانی گله گوسفندان خانواده‌اش را به عهده داشت.
در حکاکی و ساخت اشیای چوبی که در کودکی می‌ساخت استعداد زیادی نشان داد.
با اراده قوی و مصممی که داشت اغلب از خانه و دعواهای پدر و برادر بزرگش فرار می‌کرد. در ۹ سالگی برای پادویی از روستا به نزدیک‌ترین شهر بزرگ رفت. در ۱۳ سالگی به کرایووا رفت و چند سالی در یک مغازه بقالی کار کرد.

### جوانی

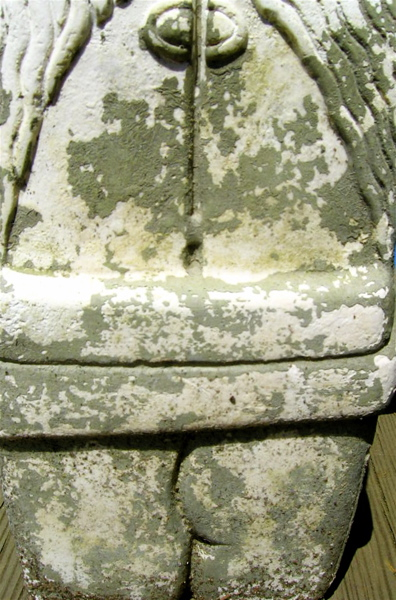
نمونه کپی شده از بوسه برانکوزی در پورتلند، اورگان

در ۱۸ سالگی صاحب کارش که استعداد او را در حکاکی دیده بود هزینه تحصیلش را در هنرستان کرایووا پرداخت. در سال ۱۸۹۸ با رتبه ممتاز درس را تمام کرد.
به مدرسه هنرهای زیبای بخارست رفت و مجسمه‌سازی را به‌طور آکادمیک فرا گرفت. سخت کار می‌کرد و زود استعدادش را نشان داد.
او پس از هنرآموزی در بخارست سپس در وین و مونیخ، ساکن پاریس شد و در همین شهر، سال‌های زیادی را در سختی و تنگ دستی گذراند.
سپس به رودن معرفی شد ولی پیشنهاد وی را برای دستیاری نپذیرفت. با آمادئو مودیلیانی، تجربه‌های پیکره‌سازی با بهره‌گیری از مجسمه‌های آفریقایی را دنبال کرد و از هنر قومی کشورش تأثیر گرفت. در همین زمان، روش شکل‌دهی را وانهاد و به روش کنده کاری روی آورد.
برانکوزی، مانند بسیاری از هنرمندان نوگرا، به هنر بدوی جلب شد، ولی بیش از آن تحت تأثیر هنر قومی زادگاهش و هنر مشرق‌زمین قرار گرفت.
او با ساده‌سازی شکل‌ها به نتایج درخشان دست یافت، چنان‌که یکی از نخستین مجسمه‌هایش به نام بوسه (۱۹۰۸) را برگردان سه بعدی پرده دوشیزگان آوینیون پابلو پیکاسو می‌دانند.
برانکوشی بر خلاف پیکاسو همواره به جنبه نمادگرایانه غیر اروپایی اهمیت می‌داد. مثلاً مجسمه‌های نوزاد (۱۹۱۵) و آغاز جهان (۱۹۲۴) نمادهای عام زندگی و باروری را نشان می‌دهند. این مجسمه‌ها از شکل‌های ساده تشکیل شده‌اند ولی هندسی یا متقارن نیستند.
برانکوزی چند سال روی ایده ساخت مجسمه سنگی مکعب شکل که دو نفر را در حال بوسیدن هم نشان می‌دهد کار کرد.
برانکوزی در واپسین سال‌های زندگیش در میان هنرمندان معاصر خود موقعیتی یگانه کسب کرد و از اعتباری فراوان برخوردار شد. او ویژگی‌های مواد و مصالح مختلف را به خوبی می‌شناخت و در کاربست آن‌ها مهارتی ستایش انگیز داشت. نومایگی کارش بر پیکره‌سازی انتزاعی نیمه نخست سده بیستم بسیار اثر گذاشت. او با شیوه انتزاعی خاص خود قادر بود جوهر مفهوم معینی را در فلز یا سنگ مجسم کند.
سردیسهای ساخت او نیز از همین سادگی و گویایی برخوردارند.
کار عمدهٔ برانکوزی در سال‌های آخر عمر، صیقل دادن و پرداخت سطح آثار اولیه‌اش بود.
برانکوزی در ۱۶ مارس ۱۹۵۷ درگذشت و مقبره وی در گورستان مون‌پارناس، پاریس است.

## نگارخانه

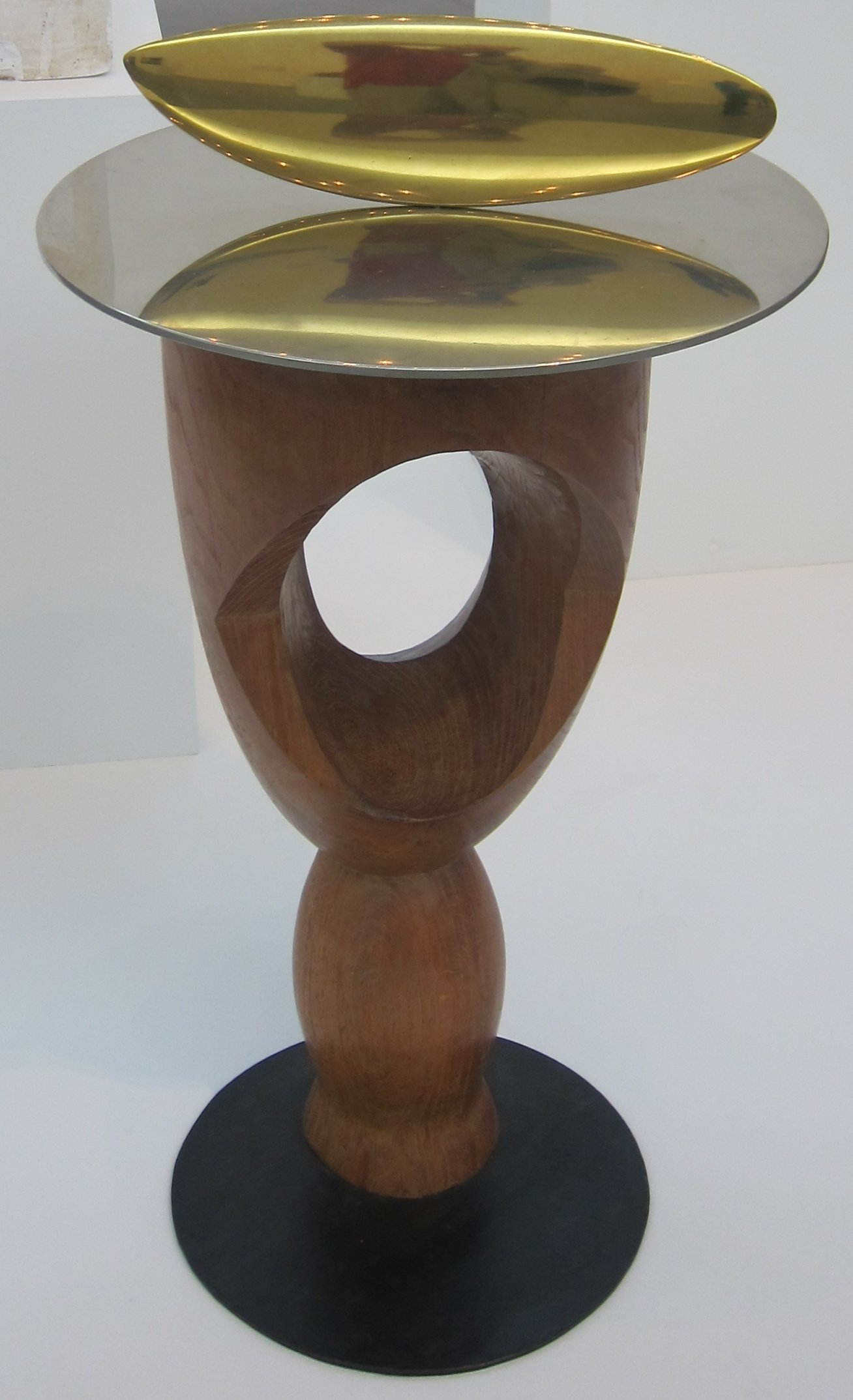

## آثار

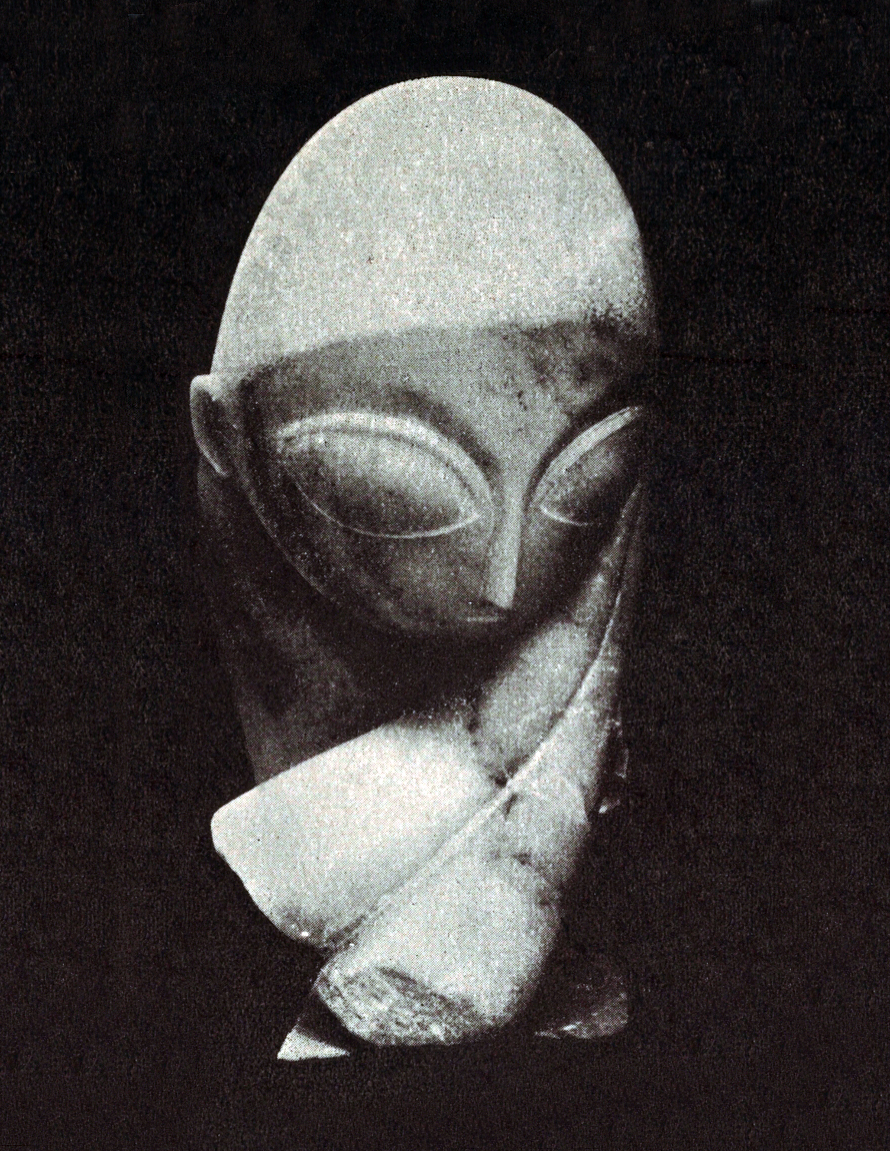
کنستانتین برانکوزی، ۱۹۱۲، پرتره از مله پوگانی، موزه هنر مدرن فیلادلفیا

- ستون بی‌انتها (۱۹۳۷–۱۹۳۸)
- ماهی(۱۹۴۰)
- بوسه
- خوک آبی
- شاه شاهان
- آدم و حوا
- آغاز جهان
- نوزاد